# Har Eger
Har Eger (hebrejsky:הר אגר) je hora o nadmořské výšce 506 metrů v severním Izraeli, v Horní Galileji.
Nachází se na západním okraji města Ma'alot-Taršicha. Má podobu převážně zalesněného kužele. Na jeho východním úpatí stojí vesnice Me'ona a dál k východu pak městská čtvrť Taršicha. Východně od úpatí kopce se také nachází pramen Ejn Eger (עין אגר). Na vrcholku hory je umístěna umělá vodní nádrž Ma'agar Eger (מאגר אגר) o rozměrech 12 x 10 metrů a hloubce cca 4 metry. Byla zde postavena v době britského mandátu a doplňovala ji tehdy i policejní stanice. Je určena pro zadržování dešťové vody. Jde o jeden z několika podobných pahorků, na nichž se město Ma'alot-Taršicha rozkládá. Na jihovýchod odtud je to Har Betach. Další pahorky pokračují i ve volné krajině na západní straně (Tel Kada, Tel Marva). Výrazným prvkem krajiny západně od Har Eger je rovněž postupně se zařezávající údolí vádí Nachal Ga'aton.